# 小沢喜美子モード学院
小沢喜美子モード学院（おざわきみこモードがくいん）は、愛知県名古屋市千種区の各種学校認可校。

## 概要
中部服飾界のパイオニアとされる小沢喜美子（1914年（大正3年）生まれ、1983年（昭和58年）没）の主宰による。
1946年（昭和21年）小沢服飾研究所として設立された。1961年（昭和36年）千種区本山町2丁目において、各種学校認可校の小沢喜美子モード学院として改組された。また、1968年（昭和43年）には中区栄四丁目に分院を設けるに至った。

## 学科
- 本科（1年）[2]
- 高等科（1年）[2]
- デザイナー科（1年）[2]

## 卒業生
- 水野竹山（1960年卒業）[3]
- 若月キミコ（若月公子、1976年デザイン科卒業）[4]